# Club Balonmano Barakaldo
Club Balonmano Barakaldo (baskisch: Barakaldo Eskubaloi Kluba, deutsch: Handballclub Barakaldo) ist ein Handballverein aus Barakaldo (Spanien).

## Geschichte
Der Verein wurde im Jahr 1979 gegründet. Später fusionierte er mit dem Verein Universidad del País Vasco, man spielte unter dem Namen Barakaldo-UPV.
Im Jahr 1993 gelang der Aufstieg in die División de Honor B, Spaniens zweite Liga. In den Jahren 1994 bis 1996, 1997 bis 1999 sowie 2000 bis 2003 spielte der Verein jeweils in der Liga Asobal, der höchsten spanischen Liga. Nach dem Abstieg 2003 spielte der Verein noch bis 2012 in der zweiten Liga, stieg dann aber in die dritte Liga ab. In der Spielzeit 2013/2014 stand der Verein im Aufstiegskampf der zweiten Liga. Aktuell tritt der Verein wieder in der Primera División Nacional an.

## Spieler
Zu den Spielern beim Verein zählten Christian Canzoniero (2005–2007) und Asier Nieto (bis 2015).

## Trainer
Zu den Trainern des Vereins zählte Txanpi Rivero.

## Spielstätte
Heimspielstätte der ersten Mannschaft war der Pabellón Gorostiza, später zog man in eine kleinere Halle um.

## Frauenhandball
Im Ort Barakaldo existiert auch der Verein Balonmano Zuazo, in dem Frauenhandball gespielt wird.